# Der Übeltäter

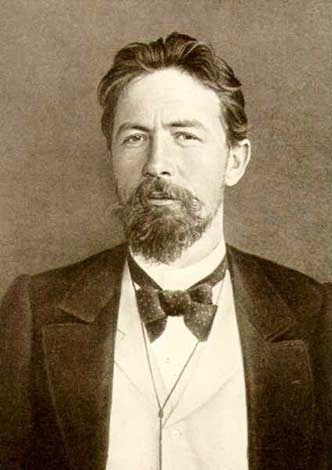
Anton Tschechow

Der Übeltäter, auch Ein Halunke (russisch Злоумышленник, Sloumyschlennik), ist eine Kurzgeschichte des russischen Schriftstellers Anton Tschechow, die am 24. Juli 1885 in der Tageszeitung Peterburgskaja gaseta erschien.

## Inhalt
Der schmächtige Bauer Denis Grigorjew aus Klimowo steht vor dem Untersuchungsrichter, weil er am 7. Juli am Werstpfahl 141 vom Eisenbahnwächter Iwan Semjonow Akinfow dabei ertappt wurde, wie er eine Mutter abschraubte, mit der die Eisenbahnschiene an der Schwelle befestigt ist. Die Hausdurchsuchung bei Denis brachte eine zweite Mutter zutage. Denis gibt die Tat vor Gericht zwar zu, wiegelt aber ab, das machten andere im Dorf in weit größerem Ausmaße als er. Diese Muttern eigneten sich beim Fischfang als Senkblei vor allem, weil sie nichts kosten und ein Loch aufweisen. Zudem entfernten die Bauern aus Klimowo die Muttern mit Bedacht; beließen noch genügend benachbarte Muttern in ihrer Verschraubung.
Der Richter lässt nicht mit sich reden, denn im Vorjahr sei in der Klimowoer Gegend ein Zug entgleist. Laut Strafgesetzbuch steht auf die Tat Verbannung und Zwangsarbeit. Als Denis von zwei stämmigen Soldaten ins Gefängnis abgeführt wird, macht er aus seinem Unverständnis der Aburteilung für das seiner Ansicht nach hier vorliegende Bagatelldelikt kein Hehl. Was die Vergehen – zum Beispiel Betrügereien – angehe, da sei der Dorfälteste, der bei der Abrechnung gemogelt habe, ein Übeltäter von viel größerem Kaliber. Der Untersuchungsrichter will solche unsachliche Vorhaltung nicht hören.

## Adaptionen
- Aufführung (9 min, russisch) im Moskauer Theater Et cetera[1] bei YouTube,
- Aufführung (14 min, russisch) bei YouTube.

### Verfilmung
- 1977, Sowjetunion, Mosfilm: Komische Leute![2] (russisch) – Episodenfilm von Michail Schweitzer[3] mit Leonid Kurawljow als Denis Grigorjew.

## Hintergrund
Anton Tschechows Freund, der Publizist Wladimir Giljarowski, berichtet, der Bauer Denis Grigorjew aus Klimowo sei dem Aalraupen-Angler Nikita Pantjuchin aus Kraskowo (30 Kilometer südöstlich von Moskau gelegen) nachempfunden. Tolstoi habe den Text geschätzt. Zu Lebzeiten Tschechows wurde die Erzählung ins Bulgarische, Ungarische, Deutsche, Serbokroatische, Slowakische und Tschechische übersetzt.

## Verwendete Ausgabe
- Gerhard Dick (Hrsg.), Wolf Düwel (Hrsg.): Anton Tschechow: Gesammelte Werke in Einzelbänden: Der Übeltäter. S. 348–353 in: Gerhard Dick (Hrsg.): Anton Tschechow: Vom Regen in die Traufe. Kurzgeschichten. Aus dem Russischen übersetzt von Ada Knipper und Gerhard Dick. Mit einem Vorwort von Wolf Düwel. 630 Seiten. Rütten & Loening, Berlin 1964 (1. Aufl.)[6]